# Lightspeed (álbum)
Lightspeed es el nombre del disco debut del grupo de rock alternativo holandés Destine. Fue grabado durante los años 2008/2009 y vio la luz el 1 de febrero de 2010, salió un mes antes a la venta en iTunes. De este primer disco cabe destacar singles importantes como "In Your Arms", "Stars" o "Spiders", cada uno de ellos cuenta con un videoclip oficial.

## Lista de canciones
1. In Your Arms
2. Everything in Me
3. Burn
4. Stars
5. Where Are You Now?
6. Spiders
7. Forget About Me
8. Wake Me
9. Sinking Sand
10. Am I So Blind
11. California Summer
12. In the End

## Formación
- Robin van Loenen - voz y guitarra rítmica
- Hubrecht Eversdijk - coros y primera guitarra
- Laurens Troost - coros, teclados y sintetizadores
- Tom Vorstius Kruijff - bajo y coros
- Robin Faas - batería
- James Paul Wisner - productor

- Datos: Q2192266